# Mateu d'Acquasparta
Mateu d'Acquasparta (c.1240, Acquasparta - octubre del 1302, Roma) fou un sacerdot franciscà, teòleg, mestre, escriptor, ministre general dels Germans Menors, cardenal i ablegat italià.

## Joventut i formació
Mateu nasqué a Acquasparta, diòcesi de Todi (Úmbria, Itàlia), envers l'any 1240. Prengué l'hàbit de Sant Francesc a Todi el 1260. Estudià a la mateixa ciutat i a París, on obtingué el grau de mestre en teologia sota la guia dels franciscans John Peckham i Guillem de la Mare.
No arribà a ser deixeble de Sant Bonaventura car, el 1257, havia estat escollit general de l'Orde, però fou molt gran la influència de l'anomenat «Seràfic Doctor» en el seu pensament.
Ensenyà a París (1275-1276) i després a Bolonya, succeint després John Peckham com a lector del Sacre Palau a Roma (1279-1287).

## Ministre general
Fou un dels principals ideòlegs del corrent conventual de l'Orde, defensant una interpretació oberta de la Regla en matèria de pobresa, aprovant que els germans disposessin de béns comuns. En aquest postulat s'enfrontà al corrent dels fraticels i Dante Alighieri el col·loca al Paradís de La Divina Comèdia com a cap del corrent oposat a Ubertí de Casale.
Al Capítol de Montepller, celebrat el 1287, Mateu fou escollit Ministre General; però molt aviat el Papa, també franciscà, Nicolau IV el retirà d'aquest càrrec en nomenar-lo cardenal el 1288.

## Cardenal i llegat
Després, el propi Papa el nomenà bisbe-cardenal de Porto i Santa Rufina i penitenciari major. Dins de l'obra de pacificació de regnes i de ciutats en què estigueren empresos els pontífexs, Mateu donà suport al Papa de paraula i per escrit, i Bonifaci VIII l'encomanà el 1300 importants legacions a Llombardia, Romanya i Toscana.
Tot i ser considerat de caràcter bondadós, conciliador i prudent, hagué de patir molt pels enfrontaments de güelfs i gibel·lins, sense aconseguir sempre els seus objectius. Morí a Roma a les acaballes d'octubre del 1302, i fou enterrat a la Basílica de Santa Maria a Aracoeli.

## Obres
Mateu d'Acquasparta escrigué diversos Comentaris a les Sentències, Qüestions disputades i quodlibetals, De cognitione, De anima separata, De fide, etc. Escrigué també una Introducció general a la Sagrada Escriptura, sobre Crist, etc.